# سریم (III) کلرید
سریم(III) کلرید (به انگلیسی: Cerium(III) chloride) با فرمول شیمیایی CeCl۳ یک ترکیب شیمیایی است. که جرم مولی آن ۲۴۶٫۴۸ g/mol می‌باشد. شکل ظاهری این ترکیب، پودر سفید است.